# Исакова-Сивак, Ирина Николаевна
Ирина Николаевна Исакова-Сивак (род. 12 октября 1981 года) — российский учёный-иммунолог, член-корреспондент РАН (2022).

## Биография
Родилась 12 октября 1981 года.
В 2004 году — окончила кафедру биофизики физико-механического факультета Санкт-Петербургского государственного политехнического университета.
С 2001 года — работает в Институте экспериментальной медицины, с 2017 года — заведующая лабораторией иммунологии и профилактики вирусных инфекций отдела вирусологии имени А. А. Смородинцева.
В 2007 году — защитила кандидатскую диссертацию.
С 2007 по 2009 годы — научная командировка в Центре по контролю за заболеваемостью (CDC, Атланта, штат Джорджия, США), где вела исследования, связанные с использованием генно-инженерных методов для разработки вакцин против потенциально-пандемических вирусов гриппа птиц.
В 2018 году — защитила докторскую диссертацию, тема: «Молекулярно-генетические подходы к оптимизации живой гриппозной вакцины»
В 2022 году — избрана членом-корреспондентом РАН от Отделения медицинских наук.

## Научная деятельность
Основные научные интересы: вирус гриппа, гриппозные вакцины, генная инженерия, обратная генетика вируса гриппа, инфекционная иммунология, патогенез респираторных вирусов, векторные вакцины, молекулярная медицина, медицинские биотехнологии, острые респираторные вирусные инфекции (ОРВИ), коронавирус SARS-CoV-2.